# 福勒 (澳大利亞國會選區)
福勒選區（英語：Division of Fowler），是澳大利亞新南威爾士州的下議院選區，位於該州悉尼西南近郊。面積69平方公里。

## 沿革
選區始於1984年，以澳大利亞第一位女市長莉莉安·福勒命名。當區議員一直都屬工黨。自1998年起當區議員是茱莉亞·埃爾文。本區也是全國唯一以海外出生國民佔多數的選區。
2022年，越南裔獨立候選人黎黛（Dai Le）擊敗工黨候選人當選，突破工黨於該選區的壟斷局面。